# نیکیتا لازارف
نیکیتا لازارف ( روسی: Никита Герасимович Лазарев؛ ۱۸۶۶ – ۱۹۳۲) مهندس عمران، و معمار ارمنی‌تبار اهل روسیه بود که به خاطر خانه میندوفسکی در بخش خانوفنیکی مسکو (هم‌اکنون سفارت اتریش) شناخته شده‌است. .

## زندگی‌نامه
وی در ۱۸۶۶ در مسکو به دنیا آمد و از فارغ‌التحصیل گشت.  وی در ۱۹۳۲ در سن ۶۶ سالگی در مسکو درگذشت